# Myrmecaelurus laetabilis
Myrmecaelurus laetabilis är en insektsart som beskrevs av Navás 1934. Myrmecaelurus laetabilis ingår i släktet Myrmecaelurus och familjen myrlejonsländor. Inga underarter finns listade i Catalogue of Life.